# Max Kottmann

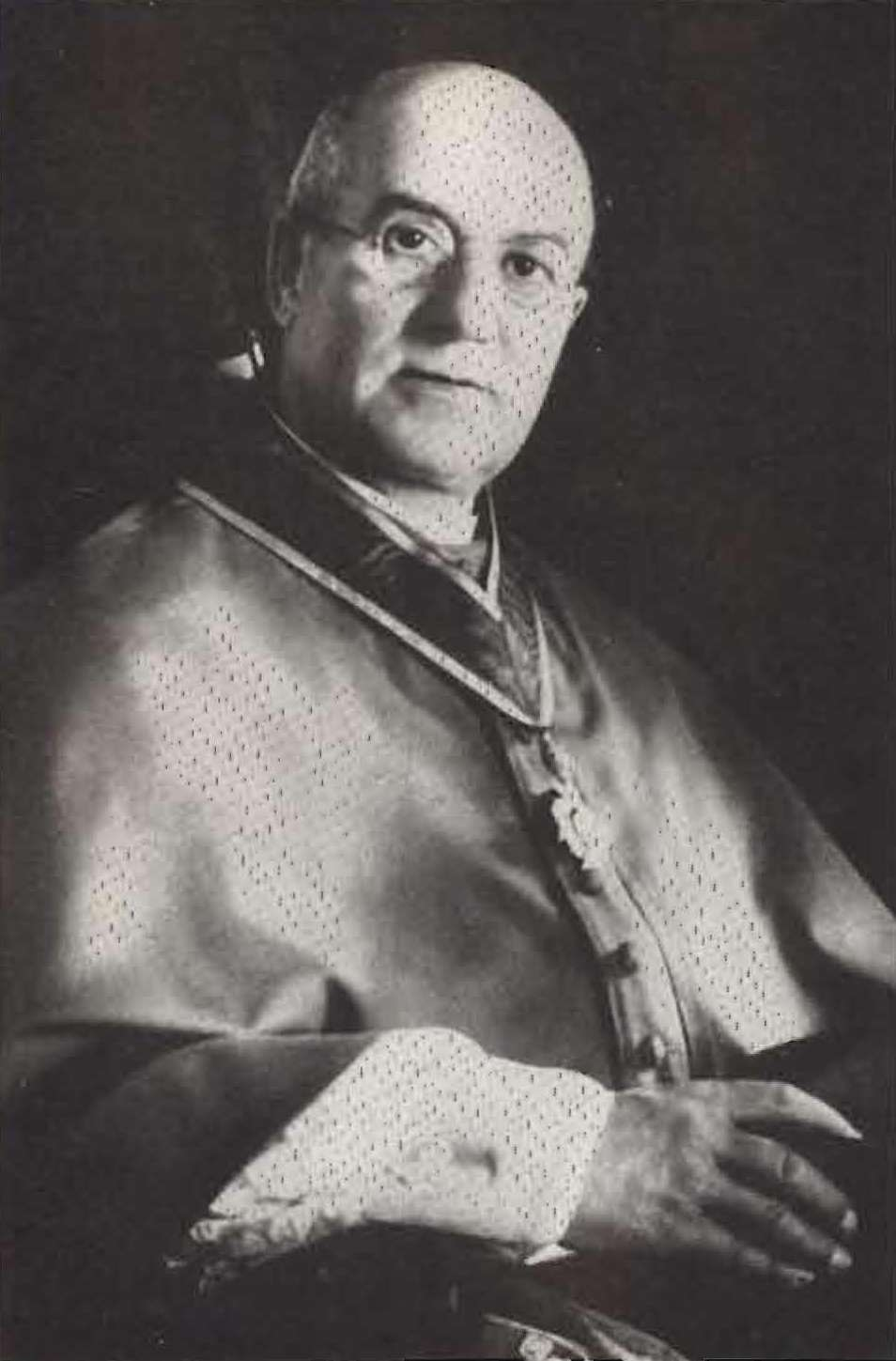
Max Kottmann (1867–1948), ca. 1920/1930

Max Kottmann (Taufname Maximilian) (* 16. Juni 1867 in Sotzenhausen, Pfarrei Schelklingen; † 22. März 1948 in Rottenburg am Neckar) war ein deutscher Philologe, katholischer Priester, Domdekan und Generalvikar der Diözese Rottenburg-Stuttgart.

## Herkunft
Kottmann wurde in dem kleinen Weiler Sotzenhausen bei Schelklingen geboren, welcher aus zwei Bauernhöfen besteht. Sein Vater Joseph Kottmann war Bauer auf einem der Höfe und mit Wilhelmine, geborene Zoller, verehelicht. Bereits als Knabe zeigte sich bei Kottmann eine außerordentliche Begabung, sodass er bei dem Schelklinger Pfarrvikar Josef Fuchs private Lateinstunden nahm.

## Schule
Seine Kenntnisse waren bereits so umfangreich, dass er gleich in die 4. Klasse des Gymnasiums Ehingen eintreten konnte. Nachdem er auch die 5. Klasse übersprungen hatte, kam er sofort in das Obergymnasium und in das Konvikt Ehingen.

## Studium: mehr Philologe als Theologe
1886 immatrikulierte er sich an der Universität Tübingen in den Fächern katholische Theologie und klassische Philologie. Als Student der katholischen Theologie war er Zögling des Wilhelmsstifts. Kottmann absolvierte demnach ein Doppelstudium. Seine Universitätszeit schloss er mit dem Doktordiplom in Philologie ab (Dr. phil.). Anschließend trat Kottmann in das Priesterseminar Rottenburg ein. Dort wurde er am 15. Juli 1891 zum Priester geweiht.

## Gymnasialprofessor
Seine ersten beruflichen Schritte machte Kottmann im Wesentlichen als Lehrer. 1891/92 war er in Isny als Seelsorger tätig. 1892 wurde er Präzeptoratsverweser in Munderkingen. 1892 war er für ein halbes Jahr Direktor der Lateinschule in Rottenburg am Neckar, kehrte dann aber nach Munderkingen zurück, um sich als Lehramtskandidat für zwei Jahre beurlauben zu lassen und sich auf die Professorenprüfung vorzubereiten. Nach bestandenem Examen wurde er 1896 Präzeptoratsverweser in Riedlingen. Am 1. Januar 1899 wurde er Allerheiligenkaplan und Professor am Obergymnasium in Rottweil und ab 5. November 1903 gleichzeitig Vorsteher des Rottweiler Konvikts bis Februar 1907.

## Im Katholischen Kirchenrat
Am 2. Januar 1907 übernahm er die Position des 1906 verstorbenen Richard Wahl als Mitglied des Katholischen Kirchenrats in Stuttgart. 1920 wurde Kottmann zum Oberregierungsrat ernannt. Sein Hauptarbeitsgebiet waren die Volksschulen. Er vertrat darüber hinaus eine Vielzahl anderer Referate: er war u. a. Referent für die Lehrerbildung und Lehrerprüfung und war Vorsitzender der Lesebuchkommission zur Herausgabe eines neuen Volksschullesebuchs.

## Domdekan und Generalvikar
Der Bischof von Rottenburg-Stuttgart Paul Wilhelm von Keppler bot Kottmann 1924 an, in das Domkapitel Rottenburg in der Funktion eines Domkaplans einzutreten. Kottmann nahm dieses Angebot an. Nachdem Bischof Keppler 1926 verstorben war, ernannte sein Nachfolger im Amt, Bischof Joannes Baptista Sproll, Kottmann zum Generalvikar der Diözese. Kottmann erteilte 1927 der Herausgabe altjüdischen Schrifttums außerhalb der Bibel durch Paul Rißler die Druckgenehmigung. Das Vorwort verneigt sich vor der Religion des Judentums: Die jüdische Religion war von einer wunderbaren geistigen Fruchtbarkeit. Hätte sie der Welt allein das Alte Testament geschenkt, so wäre ihr Ruhm und ihr Verdienst um die Menschheit für alle Zeiten gesichert...Diese außerkanonischen Schriften des Judentums [...sind]...wichtig für das Studium des Alten und Neuen Testamentes sowie der neutestamentlichen Zeitgeschichte. Sie sind eine große Hilfe für die Bibelexegese. Manche sind geradezu älteste Bibelkommentare.
Die Machtergreifung der Nationalsozialisten 1933 brachte „kritische Zeiten“ (August Hagen) für die Diözese. Bischof Sproll war ein Gegner des Regimes. Als er am 10. April 1938 nicht zur Wahl über die Annexion Österreichs ging, wurde er aus seinem Amt vertrieben. Als sein Stellvertreter leitete nun Kottmann die Diözese, bis nach Ende des Kriegs Bischof Sproll am 13. Juni 1945 wieder in seine Diözese zurückkehren konnte.
Kottmann war 1945 bereits 78 Jahre alt, aber immer noch im Amt. Als Vertreter der Kirchen gehörte er 1946 der Vorläufigen Volksvertretung für Württemberg-Baden an. Nachdem ihm bereits 1927 zur 500-Jahr-Feier der Universität Tübingen die Katholisch-theologische Fakultät die theologische Ehrendoktorwürde (Dr. theol. h. c.) verliehen hatte, wurde er zu seinem bevorstehenden 80. Geburtstag 1947 weiter ausgezeichnet: so erhielt er 1946 von seiner Heimatstadt Schelklingen das Ehrenbürgerrecht und 1947 von der Stadt Rottenburg am Neckar. 1947 wurde Kottmann außerdem zum Ehrensenator der Universität Tübingen ernannt. Zudem war er Ehrenmitglied der katholischen Studentenverbindung KStV Alamannia Tübingen.
Wenig später verstarb Generalvikar Kottmann am 22. März 1948 in Rottenburg und wurde auf dem Friedhof in Sülchen, der Grablege der Rottenburger Bischöfe, beigesetzt.